# Dojicon
DOJIcon – konwent fanów mangi i anime odbywający się w Krakowie. Organizatorem konwentu jest grupa DOJI-Anime-Team i przyjaciele.
Nazwa konwentu powstała ze zlepienia dwóch słów DOJI – nazwa fanzinu wydawanego przez organizatorów, oraz con – oznaczenie konwentu.
Głównym organizatorem pierwszych trzech edycji był Aidy. Począwszy od DOJIconu 4 organizacją zajął się Alqua. Pierwsze edycje były standardowymi zjazdami fanów mangi i anime z Polski. Piąta tym się odróżniała od poprzednich, że posiadała swoistą konwencję – szpitala psychiatrycznego. Szósty DOJIcon odbył się w konwencji ZOO. Konwencją siódmej edycji była świątynia, zaś ósmej szkoła.
Siódma edycja konwentu była swoistym rekordem frekwencji – do Krakowa przybyło 1200-1400 osób.

## Do tej pory odbyły się
- DOJIcon 1 – 1 września 2001 – SCK Rotunda
- DOJIcon 2 – 2 marca 2002 – Kino studyjne „Sfinks”
- DOJIcon 3 – 7 września – 8 września 2002 MDK im. Andrzeja Bursy
- DOJIcon 4 – 3 lipca – 4 lipca 2004 Zespół Szkół Mechanicznych nr 3 im. gen. W. Sikorskiego
- DOJIcon 5 – 6 sierpnia – 7 sierpnia 2005 Zespół Szkół Energetycznych im. T. Kościuszki
- DOJIcon 6 – 12 sierpnia – 13 sierpnia 2006 Zespół Szkół Energetycznych im. T. Kościuszki
- DOJIcon 7 – 11 sierpnia – 12 sierpnia 2007 Zespół Szkół Ekonomicznych im. I. Daszyńskiego
- DOJIcon 8 – 9 sierpnia – 10 sierpnia 2008 Zespół Szkół Energetycznych im. T. Kościuszki